# Art pop

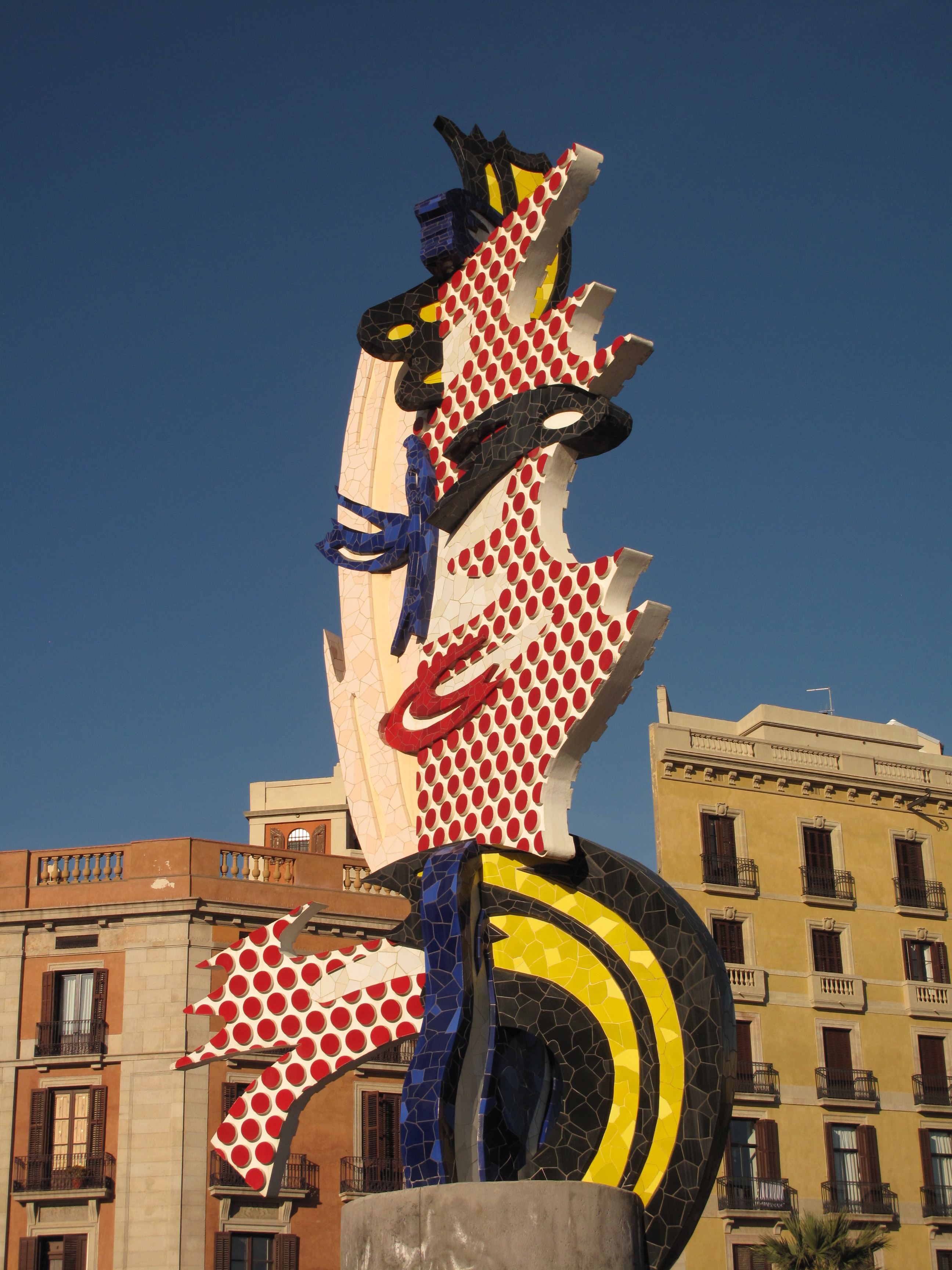
La cara de Barcelona, de Roy Lichtenstein

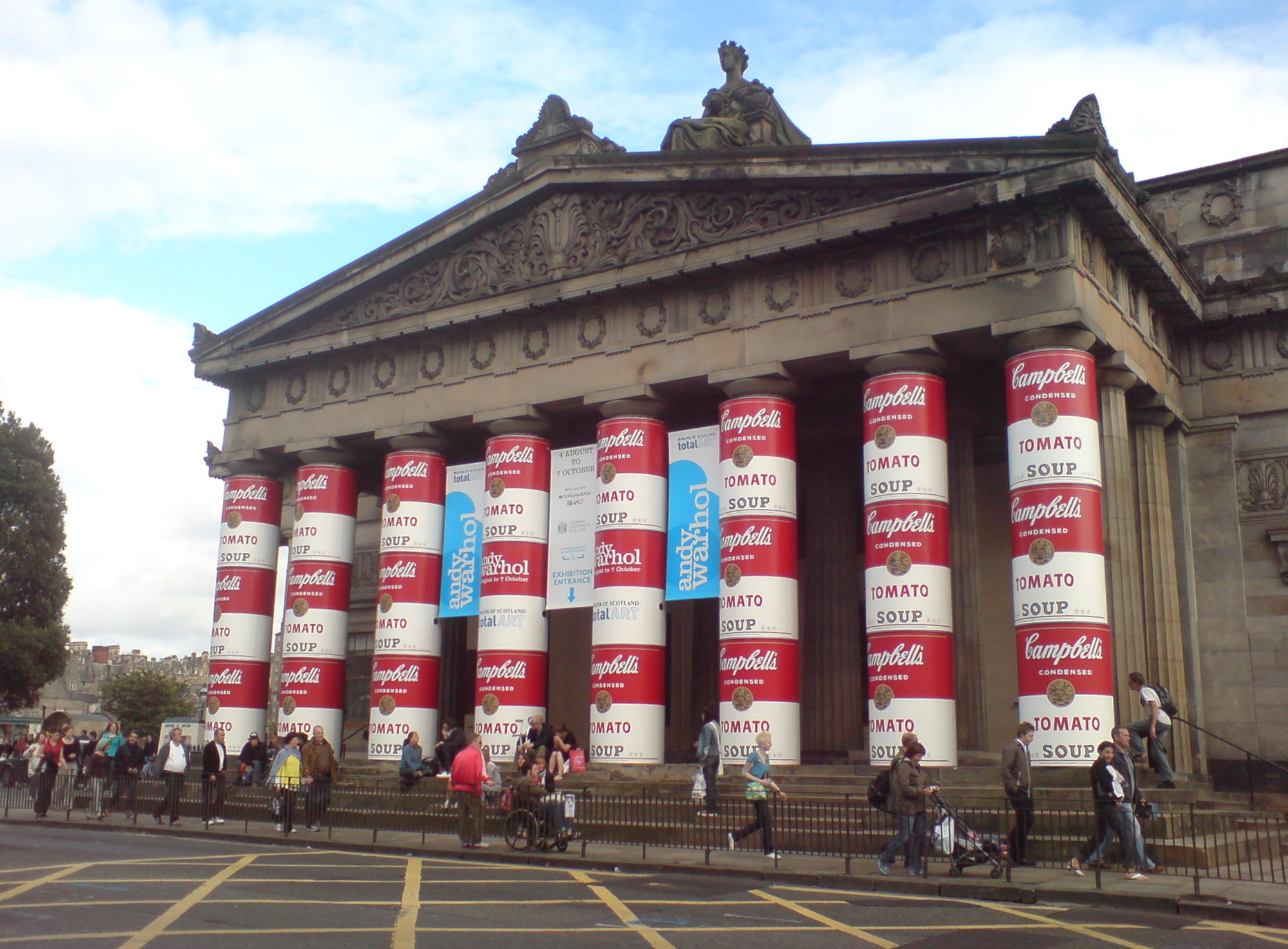
Exposició de l'obra d'Andy Warhol a la Royal Scottish Academy

L'art pop (de l'anglès pop art) va ser un moviment artístic sorgit a la fi de la dècada del 1950 al Regne Unit i els Estats Units; les seves característiques són l'ocupació d'imatges i temes presos del món de la comunicació de masses aplicats a les arts visuals. El terme va ser emprat per primer cop pel crític d'art britànic Laurence Alloway, a finals de la dècada de 1950, quan va qualificar d'"art de masses popular" (mass popular art) l'obra d'artistes membres de l'Independent Group (del qual Alloway també formava part) com Richard Hamilton i Eduardo Paolozzi entre d'altres. Ràpidament, el terme s'escurçaria en la forma actualment coneguda d'"art pop" o "Pop art", en anglès. Cap a l'any 1962, un altre crític, Lewis Gennig, va posar èmfasi en aquesta denominació per a definir l'art que alguns joves estaven fent amb tot utilitzant d'imatges populars; d'aquesta manera va quedar relegat el terme Neo-Dada o neodadaisme per a la llavors nou corrent estètica, on la iconografia relacionada amb la societat de consum tenia un gran protagonisme.
Els orígens de l'art pop es troben en el dadaisme i la seva poca importància posada en l'objecte d'art final. No obstant això, l'art pop descarrega l'obra d'art tota la filosofia anti-art del Dadà i troba una via per a construir nous objectes a partir d'imatges preses de la vida quotidiana, igual que Marcel Duchamp havia fet amb els seus ready-mades. Quant a les tècniques, també pren del dadaisme l'ús del collage i el fotomuntatge. Enfront de la uniformitat de l'art modern, connectà amb la tradició usant nous mitjans artístics derivats de la televisió, la publicitat i el còmic, i va obrir el camí a l'art postmodern.
L'art pop és el resultat d'un estil de vida, la manifestació plàstica d'una cultura (pop) caracteritzada per la tecnologia, el capitalisme, la moda i el consumisme, on els objectes deixen de ser únics per a ser pensats com productes en sèrie en els què interaccionen art mercaderia i moda. En aquest tipus de cultura també l'art deixa de ser únic i es converteix en un objecte més de consum en què es transformava la percepció i la participació del públic esdevé un element crucial. Tradicionalment els artistes s'inspiraven en obres dels autors anteriors, però el pop art les va convertir en motiu artístic, reinterpretant les obres dels mestres anteriors, als que es va homenatjar o parodiar, i l'ús d'imatges sobre imatges es va convertir en motiu essencial de l'estètica pop. Els artistes no necessàriament manufacturaven les seves obres, limitant-se a la seva concepció, a la idea de l'obra.
El màxim exponent del moviment, Andy Warhol, afirmava que "La raó per la qual pinto d'aquesta manera és perquè vull ser una màquina". També és simbòlica l'afirmació de Richard Hamilton pel que fa al seu desig que l'art fos "efímer, popular, barat, produït en sèrie, jove, enginyós". Totes elles serien qualitats equivalents a les de la societat de consum.

## L'art pop britànic
En el Regne Unit l'art pop comença a gestar-se en les discussions que mantenien Richard Hamilton, Eduardo Paolozzi i els crítics Lawrence Alloway i Reyner Banham, des de 1952, en l'Institut d'Art Contemporani de Londres (ICA). Aquestes discussions se centraven entorn de l'impacte que la tecnologia moderna i vertiginós desenvolupament dels mitjans de comunicació de masses estaven tenint en la societat. Entre altres coses, en aquestes discussions es va desmuntar la piràmide de categoritzacions en la qual les Belles Arts eren el cim equiparades al cinema, a les arts populars i les arts gràfiques. Els britànics van ser els primers en usar els collage i el còmic en les seves obres, que els nord-americans Lichtenstein i Warhol van fer en gran format.
Richard Hamilton és considerat l'artista que va crear la primera obra de l'art pop, el collage titulat Què és el que fa les llars d'avui dia tan diferents, tan divertits?, que va ser exposat a l'exposició titulada This Is Tomorrow en la Whitechapel Gallery de Londres el 1956.
El 1961 es presentava l'art pop britànic al públic en una exposició que reunia obres de David Hockney, Derek Boshier, Allen Jones, R.B. Kitaj i Peter Phillips.
L'art de Hamilton pren les seves fonts de les indústries del consum i de l'oci, de la publicitat i també de la història de l'art. Pot dir-se que el Pop de Kitaj i Hamilton és un pop culte i altament intelectualitzat, gairebé hermètic en un sentit que no és el del pop habitual. L'altre gran artista Pop de l'escena anglesa és David Hockney, per a qui l'herència del moviment modern és fonamental i combina fotografies, quadres abstractes i diversos tipus de material gràfic. Juntament amb Allen Jones forma la segona generació del Pop britànic.

## L'art pop estatunidenc

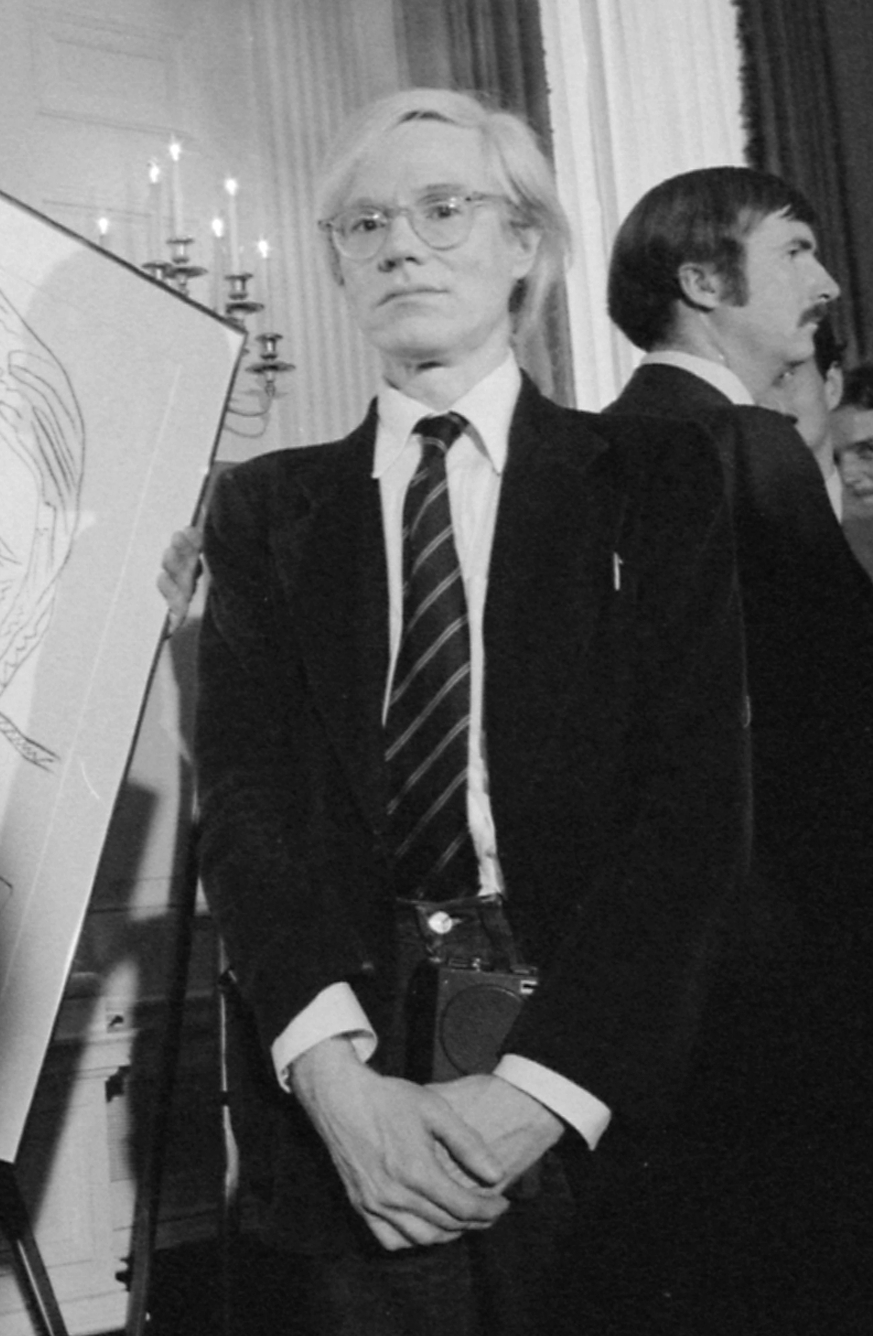
Andy Warhol, figura de l'art pop estatunidenc, el 1977.

Als Estats Units l'art pop entra en escena el 1961 i arrela amb més força que en cap altre lloc, a pesar de les reticències inicials d'alguns crítics com Harold Rosenberg, atesa la força que l'expressionisme abstracte tenia en la indústria de l'art. No obstant això, la imagineria pop era fàcilment assimilable com alguna cosa purament estatunidenca, la qual cosa era important, ja que tant els artistes com els col·leccionistes estatunidencs estaven en certa manera en lluita o competició amb els europeus. La confirmació d'aquest fet es va produir amb l'exposició titulada L'art pop i la tradició americana en el Milwaukee Art Center el 1965. Aquest aspecte nacionalista era l'única cosa que ho acostava a la generació dels expressionistes abstractes; en la resta tot és oposat: els artistes pop ironitzaven sobre la cal·ligrafia i el gest característics dels expressionistes (les obres de Roy Lichtenstein en les quals amplifica una pinzellada esquematitzada gràficament), o els enormes quadres de James Rosenquist en els quals amplifica espaguetis com recordant les nervaciones dels drippings de Pollock, i en general l'interès posat a rebutjar de l'obra tota traça de la intervenció manual de l'artista.
Els precursors de l'art pop americà so Jasper Johns i Robert Rauschenberg i el grup ho formen Andy Warhol, Jim Dine, Roy Lichtenstein, James Rosenquist, Robert Indiana, Tom Weselman i Claes Oldenburg. En la perifèria del pop americà s'enquadren Alex Katz, John Chamberlain i Larry Rivers. A pesar d'aquesta categorització tots són diferents entre si. Warhol pretenia eliminar de l'obra d'art qualsevol traça o signe de treball manual; moltes de les seves obres estan fetes a partir de fotografies projectades sobre el llenç.
Liechtenstein pren els seus motius de les tires de còmics i els amplia a enormes dimensions deixant visibles els punts que resulten del procés d'impressió. Dine combina objectes reals amb fons pintats. Oldenburg fabrica objectes de la vida quotidiana (hamburgueses, navalles, etcètera) a grandàries descomunals que instal·la de vegades en espais a l'aire lliure. Indiana pinta rètols gegantescs que ens reclamen l'atenció i ens amonesten.

## L'art pop espanyol
A Espanya el Pop fou manifestament polític i antifranquista, s'estudia associat a la nova figuració sorgida arran de la crisi de l'informalisme. Eduardo Arroyo, que fou vetat a Espanya per les seves obres, podria enquadrar-se en aquesta tendència pel seu interès en l'entorn i la seva crítica del nostre mitjà cultural, utilitzant icones dels mitjans de comunicació de masses i de la història de la pintura, i pel seu menyspreu manifest per qualsevol estil establert. El qual es pot considerar com més autènticament pop és Alfredo Alcaín, per l'ús que fa de les imatges populars i pel buit que confereix a les seves composicions.
Hem d'entendre que el pop-art, arriba als espanyols com unes bases que neixen de l'interès que van manifestar alguns artistes estrangers (Hamilton, Paolozzi) de l'avantguarda londinenca per les imatges dels objectes d'ús corrent de la civilització urbana, vehiculades pels mitjans de comunicació de masses, i pel seu desig d'acostar l'art al gran públic creant un nou art popular enfront de l'elitisme que havia caracteritzat fins llavors l'art d'avantguarda. A principis dels anys seixanta van començar a aparèixer en espanya publicacions de collages, pintures i escultures els temes principals de les quals eren els productes tecnològics, els automòbils, les estrelles de cinema, etc., tractats amb estils que difereixen d'un artista a altre (Kitaj, Peter Blake, Hockney, Caulfield, etc.). Des d'Espanya es veu en el pop-art com un art modern d'uns artistes dels EUA; el pop-art està representat fonamentalment per l'obra de cinc artistes: Oldenburg, Rosenquist, Roy Lichtenstein, Andy Warhol i Tom Wesselmann, qui han recorregut sistemàticament als objectes industrials i als mitjans de comunicació de masses i han convertit les seves imatges en els símbols característics de la cultura estatunidenca. Tímidament, el 1991 Getafe (Madrid), el pintor Estéfano Viu pinta una sèrie de 45 quadres dedicada al Pop-art; posteriorment utilitzarà esporàdicament aquesta tècnica en algunes obres posteriors.

## L'art pop italià
A Itàlia, l'art pop va ser conegut des de 1964 i va prendre diferents formes, com la "Scuola di Piazza del Popolo" a Roma, amb artistes com Mario Schifano, Franco Angeli, Giosetta Fioroni, Tano Festa i també algunes peces d'art de Piero Manzoni i Mimmo Rotella.
El pop art italià va sorgir amb la cultura dels anys 1950, amb els treballs de dos artistes en particular: Enrico Baj i Mimmo Rotella, considerats els líders del moviment. De fet, va ser entre els anys 1958 i 1959 quan Baj i Rotella van abandonar les seues anteriors carreres -les quals podrien ser definides en general com un gènere no representatiu malgrat passar pel post_Dadaisme- per catapultar-se cap al món de les imatges i els reflexos que estaven brollant al seu voltant. Els pòsters de Mimmo Rotella van aconseguir un gust més figuratiu, sovint explícitament i intencionalment referint als grans icones de l'època. Les composicions d'Enrico Baj van estar immerses en el kitsch contemporani, el que acabaria sent una mina d'or d'imatges i un estímul per a tota una generació d'artistes.
La novetat es recolza en el nou panorama visual, tant dins de quatre parets com fora: automòbils, senyals de trànsit, televisió... tot el "nou món". Tot pot pertànyer al món de l'art, el qual és nou en si mateix. Des d'aquest punt de vista, l'art pop italià pren el mateix camí ideològic que l'escena internacional; l'única cosa que canvia és la iconografia i en alguns casos, la presència d'una actitud més crítica. Fins i tot en aquest cas, els prototips poden ser trobats originialmente en Rotella i Baj, tots dos es troben lluny de ser neutrals en la seva relació amb la societat. No obstant això aquest no és un element exclusiu, hi ha una llarga llista d'artistes, des de Gianni Ruffi fins a Roberto Barni, des de Silvio Pasotti fins a Umberto Bignardi i Claudio Cintoli que tracten la realitat com una joguina, com una vidriera d'on traure material amb desencant i frivolitat, qüestionant els models lingüístics tradicionals amb un renovat esperit de diversió a l'estil d'Aldo Palazzeschi.

## L'art pop japonès
L'art pop al Japó és únic i identificable a causa de les matèries regulars i els estils. Molts artistes pop japonesos s'inspiren en gran part amb l'anime, i a vegades ukiyo-e, l'art tradicional japonès. L'artista més conegut del pop en l'actualitat al Japó és Takashi Murakami, amb el grup d'artistes Kaikai Kiki. És mundialment coneguda pel seu propi moviment d'art produïts en sèrie, però molt abstracte i únic, la inspiració ve sobretot d'anime i la cultura de carrer japonesa, va dirigit sobretot per als joves del Japó, i ha fet un gran impacte cultural. Alguns artistes del Japó, com Yoshitomo Nara, són famoses pel seu art del graffiti d'inspiració, i alguns, com Murakami, són famosos per plàstic produïts en sèrie o figuretes polímer. Molts artistes pop al Japó utilitzen el surrealisme o obscè, imatges impactants en el seu art, pres de l'hentai japonès. Aquest element de la tècnica crida l'atenció dels espectadors joves i vells, i és molt suggestiu, però no es pren com ofensiu al Japó. Una mettàfora comuna utilitzada en l'art pop japonès és la innocència i la vulnerabilitat dels infants i joves. Artistes com Nara i Aya Takano utilitzen als nens com a matèria en quasi tots els del seu art. Mentre Nara crea escenes d'ira o de rebel·lió a través dels nens, Takano comunica la innocència dels nens en retratar noies nues.

## L'art pop als Països Catalans
Van destacar artistes com Modest Cuixart, Josep Guinovart, Albert Ràfols-Casamada, Narcís Comadira, Josep Niebla, Amèlia Riera o Carme Aguadé.

## L'art pop i el còmic
Des que Kurt Schwitters va usar un còmic en el seu collage For Käte en 1947, el còmic va ser una font d'inspiració per als artistes. Són multitud les obres d'art pop basades en historietes. Román Gubern destaca amb Flash (1963), Richard Pettibone amb Tricky Cad (1959), Jess Collins amb Dick Tracy (1960), Andy Warhol amb Good Morning, Darling (1964) i Roy Lichtenstein amb As I Opened Fire (1964). És coneguda, així mateix, la relació entre l'artista pop britànic Allen Jones i el dibuixant John Willie. Amb els anys, alguns historietistes serien influïts al seu torn pel Pop-Art. És el cas del belga Guy Peellaert, autor d'obres com Jodelle (1966) i Pravda la Survireuse (1968)

## Artistes destacats
- Darío Hevia Magaña
- Christian Ludwig Attersee
- Derek Boshier
- Patrick Caulfield
- Dimitrios
- Jim Dine
- Marisol Escobar
- Red Grooms
- Philip Guston
- Keith Haring
- Richard Hamilton
- Robert Indiana
- Jasper Johns
- Allen Jones
- Yayoi Kusama
- Roy Lichtenstein
- Peter Max
- Takashi Murakami
- Yoshitomo Nara
- Claes Oldenburg
- Eduardo Paolozzi
- Hariton Pushwagner
- Mel Ramos
- Robert Rauschenberg
- James Rosenquist
- Ed Ruscha
- Wayne Thiebaud
- Andy Warhol
- Tom Wesselmann